# 黒木悠香子
黒木 悠香子（くろき ゆかこ、本名：黒川 圭以子）は、茶道家、歌手。

## 来歴
東京都出身。茶道裏千家直門教授、着付け師範など多岐に渡る活動をする一方で歌手の横顔も持つ。日本の伝統文化を世界中に広めるべく、ナポリ、ウィーン、バチカン市国等で茶会を開催。
ユネスコ親善大使を務める茶道の師、裏千家前家元である千玄室の「一盌からピースフルネスを」の茶道を通じて世界平和を願う活動を深く尊敬している。
戦没者慰霊団体である愛知三ヶ根山から支援を得て、戦没者の慰霊に関する様々な社会活動を行っている。
天皇・皇后のパラオ訪問に共感し「パラオ恋しや」を日本歌手協会主催の「第42回歌謡祭」にて歌う。